# 구장군
구장군(球場郡)은 조선민주주의인민공화국 평안북도의 동부에 위치하는 군이다.

## 지리
청천강이 군내를 가로지른다. 카르스트 지형이며, 용문대굴 등의 석회동굴이 많다.
북쪽으로 향산군, 서북쪽으로 운산군, 서남쪽으로 녕변군, 동쪽으로 녕원군, 남쪽으로 평안남도 개천시·덕천시와 경계를 접한다.
구장군의 동쪽으로는 묘향산맥이 가로지른다. 가장 높은 지점은 북쪽의 칼봉(1530m)이다. 산지 지형이기 때문에 전체 면적의 17%만이 경작지이고 74%가 산림이다.
연평균 기온은 8.4 °C이고 1월 평균기온은 -10.4 °C, 8월 평균기온은 24.2 °C이다. 연평균 강수량은 1300mm로, 상대적으로 시원하고 습한 기후라 할 수 있다.

## 역사
현재의 구장군은 1952년 12월에 녕변군 룡산면, 백령면, 남신현면, 오리면의 일부, 고성면의 일부를 분리해 설치한 것이다.

## 경제
아연, 석탄, 운모가 생산된다. 공장에서는 시멘트, 철도 차량이 생산된다.

## 교통
만포선과 덕팔선이 구장군에서 교차하며 광산으로 연결되는 여러 노선이 있다.

## 행정 구역
1읍 5구 22리로 구성된다.
- 구장읍 (球場邑)
- 등립로동자구 (登立勞動者區)
- 룡철로동자구 (龍鐵勞動者區)
- 룡등로동자구 (龍登勞動者區)
- 룡문로동자구 (龍門勞動者區)
- 룡수로동자구 (龍水勞動者區)
- 개화리 (開華里)
- 귀상리 (貴上里)
- 대풍리 (大豊里)
- 도관리 (都館里)
- 룡연리 (龍淵里)
- 묵시리 (墨時里)
- 사오리 (沙烏里)
- 삼봉리 (三峯里)
- 상구리 (上九里)
- 상이리 (上耳里)
- 상초리 (上草里)
- 소민리 (蘇民里)
- 송호리 (松湖里)
- 수구리 (水口里)
- 신흥리 (新興里)
- 우현리 (牛峴里)
- 운룡리 (雲龍里)
- 운흥리 (雲興里)
- 조산리 (造山里)
- 중초리 (中草里)
- 하장리 (下長里)
- 하초리 (下草里)

## 같이 보기
- 조선민주주의인민공화국의 지리
- 조선민주주의인민공화국의 행정 구역